# Maar Shamarin
Maar Shamarin (tiếng Ả Rập: معر شمارين) là một ngôi làng Syria nằm ở Maarrat al-Nu'man Nahiyah ở huyện Maarrat al-Nu'man, Idlib. Theo Cục Thống kê Trung ương Syria (CBS), Maar Shamarin có dân số 3625 trong cuộc điều tra dân số năm 2004.